# Thingol
Thingol a telerek népéből való beleriandi tünde-úr J. R. R. Tolkien regényeinek világában, Doriath királya. Felesége Melian, lánya Lúthien Tinúviel volt. Nogrodi törpök ölték meg Doriath feldúlásakor. Thingol A szilmarilok fontos szereplője.

## Élete

### Követek Amanban
Amikor a valák Amanba hívták a tündéket, azok először követeket választottak, hogy megtudják, milyen Valinor. Ők voltak Finwe, Ingwe és Elwe. Elmentek Oromével Valmarba, és nagyon megtetszett nekik a Telperion és a Laurelin fénye. Majd visszamentek a tündékhez, és elmondták nekik, milyen Aman dicsősége. A tündék úgy döntöttek, hogy elindulnak. Először Ingwe népe, a vanyák mentek, majd Finwe népe, a noldák. Utolsóként Elwe népe indult az Áldott Birodalomba. Útjuk közben Elwe elkalandozott, és egy erdőbe ért, ahol meglátta a maia Meliant, akibe beleszeretett. Ő és szerelme Beleriandban maradtak. Elwe testvére, Olwe sokáig kereste bátyját. De végül engedett Ulmo szavának, és a Amanba ment maradék népével (mert Lenwe és csoportja leszakadt, és a Sirion mellett telepedtek le).

### Menegroth felépítése és Melian Övének létrehozása
Elwe egybegyűjtötte azokat a sindákat, akiket megtalált, és egy erdőben országot alapított. A sindák elkezdték őt Szürkeköpenyesnek nevezni, ami sindául Thingol, quenyául Singollo. Ezért Elu Thingolnak, „Szürkeköpenyes Király”-nak hívták.
Thingol barátságot kötött a hegyek törpjeivel, és ők megépítettek neki egy hatalmas barlangrendszert, amely Aman szépségét idézte. Amikor elkészült, olyan nagy volt, hogy Menegroth lett a neve, vagyis „Ezer Barlang”. Melian és szolgálói számtalan díszes szőnyeggel szőtték tele, amelyek Valinort ábrázolták.
Ekkor északon feltámadt a gonosz, farkasok és orkok jöttek Beleriandba. Ezért Thingol megbízásából a törpök fegyvereket kovácsoltak. Ezekben az években Lenwe fia Denethor felkerekedett, és Menegrothba indult, s népa attól fogva ott lakozott. Denethor érkezte után találta fel Daeron, az Óidők legnagyobb dalnoka a rúnákat.
Mikor Morgoth és Ungoliant elpusztították a Két Fát, Angband kapujából előözönlött tengernyi ork, és megtámadták Thingol király birodalmát. A csatában elesett Denethor, de az ellenséget visszaverték, bár mind Thingol, mind Denethor, mind Círdan népéből sokan vesztek oda. Akkor Melian latba vetette minden erejét, és egy varázsfalat alkotott Thingol birodalma körül, ez az erődítmény lett Melian Öve, Thingol bűvös 
erődje. Fala láthatatlan volt, és Morgoth nem törhette át.

### Doriath fénykora
Mivel Melian Öve körülvette Thingol birodalmát, Doriath-nak hívták, ami annyit tesz:"az Öv Országa". Fingolfin, Finarfin és Feanor gyermekei gyakran időztek itt. Amikor Galadrieltől Melian és Thingol megtudta az alqualondei testvérmészárlás tetteit, Feanor fiait száműzték Doriathból, ám Fingolfin és Finarfin gyermekei elől nem zárták be örökké kapuját. Thingol megtiltotta a nolda nyelv használatát Doriath területén.
Morgoth nem csak hogy nem tudta áttörni Melian Övét, ezenkívül minden, ami Doriathban történt, rejtve maradt előle Melian hatalmának köszönhetően. Thingol és Melian gyermeke, Lúthien Tinúviel, az aranykor során született.

## Beren és Lúthien
Morgoth és a noldák háborújának utolsó szakaszában Beren, egy ember vetődött el Doriathba. Az övé volt az a gyűrű, amit Finrod Felagund adott Beren apjának, Barahirnak. Doriathba érkezve egy tisztáson meglátta az éneklő és táncoló Lúthient, és beleszerelmesedett. Az erdőtündék elfogták, és Thingol elé hurcolták, akitől megkérte Lúthien kezét. Thingol csak úgy egyezett bele az ajánlatba, ha Beren hoz neki egy szilmarilt Morgoth vaskoronájából.
Beren elindult, és útközben eljutott Nargothrondba, ahol Finrod Felagund király tíz emberével csatlakozott Berenhez. Úközben Morgoth legfőbb szolgája, Sauron elfogatta őket. A Tol-in-Gaurhoton, Sauron erődjében Finrod és Sauron varázsdalokkal versenyeztek, Morgoth hadnagya pedig győzött. Ezek után Berent és a tündéket börtönbe vetették, a tíz nargothrondit váltott farkasok felfalták, a tizenegyedik farkast viszont Finrod elpusztította, bár maga is halálos sebeket szerzett.
Ekkor Lúthien Celegorm kutyájának hátán megszökött Doriathból, és együtt elűzték Szauront.
Később eljutottak Angbandig, Lúthien elaltatta Morgothot és szolgáit, Beren pedig Curufin késével levágott egy szilmarilt Morgoth vaskoronájáról. Mikor menekültek, az Angband kapuját őrző farkas, Carcharost leharapta Beren kezét, amiben a szilmarilt tartotta, és elkezdett üvölteni, amivel felébresztette az angbandiakat. Ekkor lecsapott Thorondor, és Doriathba vitte őket, ahol miután elmondták történetüket, Beren, Thingol, Mablung és Beleg Cúthalion, valamint Celegorm kutyája, Huan Farkasvadászatra indultak, mert Carcharost elszabadult, és károkat okozott. Berent megölte a farkas, de a szilmarilt visszaszerezték és Carcharostot elpusztították. Lúthien halandó lett, és Berennel együtt élt a Tol Galenen.

## A Nauglamír és Thingol halála
Húrin, miután Morgoth szabadon engedte, Nargothrondba is eljutott. Annak kapujában levágta Mîmet, a pici-törpöt, mert tudomására jutott, hogy Mîm elárulta Túrin Amon Rúdh-i rejtekét az orkoknak. Nargothrondból elvitte a Nauglamírt, a Törpök Nyakláncát, amit a naugrik készítettek Finrod Felagung királynak.A nyakpántot elvitte Thingolnak, aki törpökkel átalakíttatta, úgy, hogy bele legyen foglalva a szilmaril. De a törpök el akarták vinni a láncot Nogrodba, és Thingol gőgös volt velük, ezért megölték a tünde-királyt, a Nauglamírt pedig elvitték. De Mablung utánuk eredt, és lekaszabolta őket.